# Folyadéklégzés
A folyadéklégzés a légzés egy olyan formája, melyben egy levegőt lélegző élőlény oxigénben gazdag folyadékot (általában perfluorkarbont, rövidítve PFC-t) lélegzik be. Orvosi kezelésben alkalmazzák, jövőben szerepe lehet a búvárkodásban, esetleg az űrutazásoknál is. 
A felhasznált oldat lehet fluor- vagy brómtartalmú is. A brómtartalmú oldat neve perfluor-oktil-bromid (perflubron, C8F17Br).
A folyadékot jelenleg LiquiVent fantázianéven az Alliance Pharmaceutical Corporation gyártja és forgalmazza, elsősorban kórházak és gyógyintézetek számára.

## Története
Az elképzelés a '60-as évek közepére vezethető vissza, amikor  dr. Kylstra fiziológusnak szembe ötlött a tény, hogy a sóoldatok telítődni tudnak oxigénnel magas nyomáson. Egerekkel kísérletezett, sóoldatot lélegeztetett velük, de arra jutott, hogy a keverékben igen hamar felgyülemlik a  szén-dioxid, ami nagyobb mennyiségben mérgezést okoz. Ezt kiküszöbölendő egy új keveréket kísérletezett ki, amely több oxigént tud felvenni és gyorsan megszabadul a szén-dioxidtól.
Későbbi kísérletezései során, 1969-ben, Leland Clark rájött arra, hogy az oxigén és a szén-dioxid nagyon jól oldódik fluorokarbon oldatokban, mint például a freon. Feltételezvén, hogy ez az anyag a tüdőre nincs káros hatással, Clark rájött arra, hogy ezek a fluorokarbon oldatok segíteni tudják az állatok légzését.
Későbbi kísérletei során, melyeket olyan kísérleti patkányokkal és egerekkel végzett, amelyek tüdőgyulladásban szenvedtek, az állatok már igen hamar (7-8 nap után) javulást mutattak, majd nem sokkal később (18 nap után) regenerálódott a tüdejük. 
A napjainkban használt folyadék 65 ml oxigént, 228 ml szén-dioxidot tud feloldani 100 ml perfluorokarbonban.

## Előnyök
Habár mutatkoznak előnyök a folyadéklégzés használatával kapcsolatban, a PFC alkalmazásában nem alakult ki egységes, így használható  eljárás:
- sűrűségének köszönhetően 20-szor jobban oldódik az oxigén ebben a folyadékban, mint a vérplazmában[2]
- mivel a folyadék kitölti a tüdőt, nincs kitéve a nyomásváltozásoknak, így mindig egy állandó nyomás van jelen
- egy oxigénnel dúsított fluorokarbon oldat 3-szor annyi oxigént tartalmaz, mint a vele egyenértékű levegő, vagy vérplazma (térfogatilag)

## Hátrányok
A folyadéknak tisztának kell lennie. Kutyáknál akut gyulladás jelentkezett, 3 nap múlva javult, 10 nap múlva még mindig jelentkeztek immunreakciók, és 18 hónap múlva jöttek csak tökéletesen rendbe (Folyadéklégzés és mesterséges kopoltyú (angol)) .
Az emlősök még így is érzékenyek a nyomásváltozásra. Mivel folyadékokról beszélünk, amelyek nehezebbek a gázoknál, és eltérő tulajdonságokkal rendelkeznek, ezért még az a probléma is fellépett, hogy túl lassan ment a be- és kilégzés, tehát megeröltető munkát nehéz lenne elvégezni.
Emlősökkel végzett kísérletek utáni boncolások kis mértékű ödémát és vérzést mutattak ki.

## Használhatóság

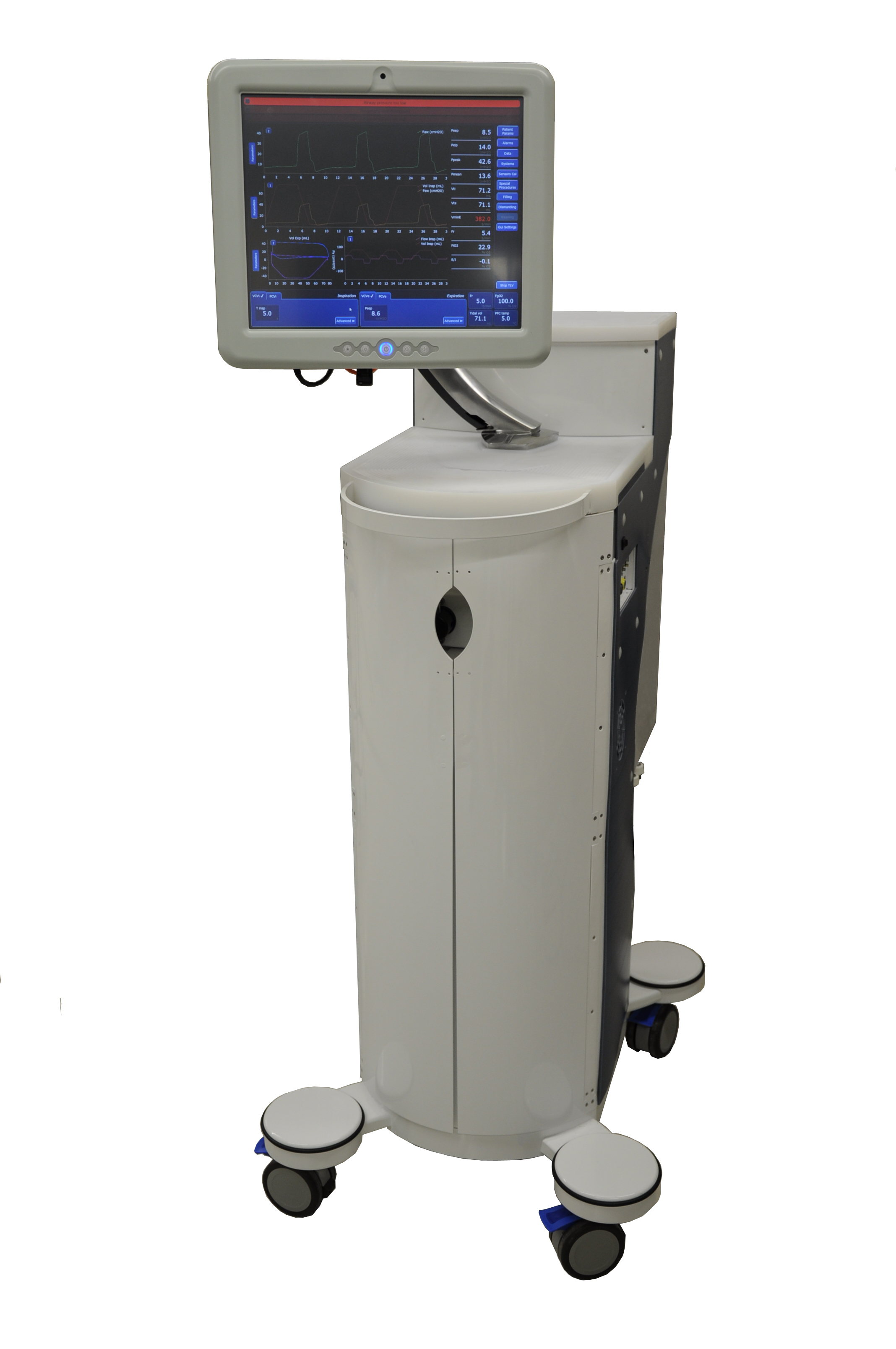
Inolivent–5 folyadék lélegeztetőgép a Sherbrooke Egyetem kutatócsoportjától

### Orvosi kezelés
Az újszülöttek, ha nem képesek elég szörfaktánst termelni, tüdejük nem lesz képes elvégezni a légzést. A szörfaktáns bevonja az alveolusok felületét, felületi feszültséget keltve, mely kulcsszerepet játszik a tüdő rugalmasságának fenntartásában. 13 újszülöttet vizsgáltak, akikben a szörfaktáns mennyisége nem volt elegendő a légzés fenntartásához. Folyadékterápiát alkalmaztak, melyben PFC oldatot juttattak tüdejükbe. Ezt 24-76 órán keresztül végezték, majd probléma felmerülése nélkül tudtak visszaállni a gázlégzésre (ahogy ez születéskor is végbemegy, hiszen a magzat tüdeje folyadékkal telt). 
11 újszülöttben javultak a légzésfunkcók, később viszont 6 mégis meghalt, de ez nem volt összefüggésben a folyadékterápiával.

## Külső hivatkozások
- Liquid breathing (angol)
- LiquiVent gyártói prezentáció Archiválva 2006. február 8-i dátummal a Wayback Machine-ben
- Folyadéklégzés és mesterséges kopoltyú (angol)
- Alliance Pharmaceutical Corporation Archiválva 2009. szeptember 18-i dátummal a Wayback Machine-ben